# Organické sloučeniny bismutu

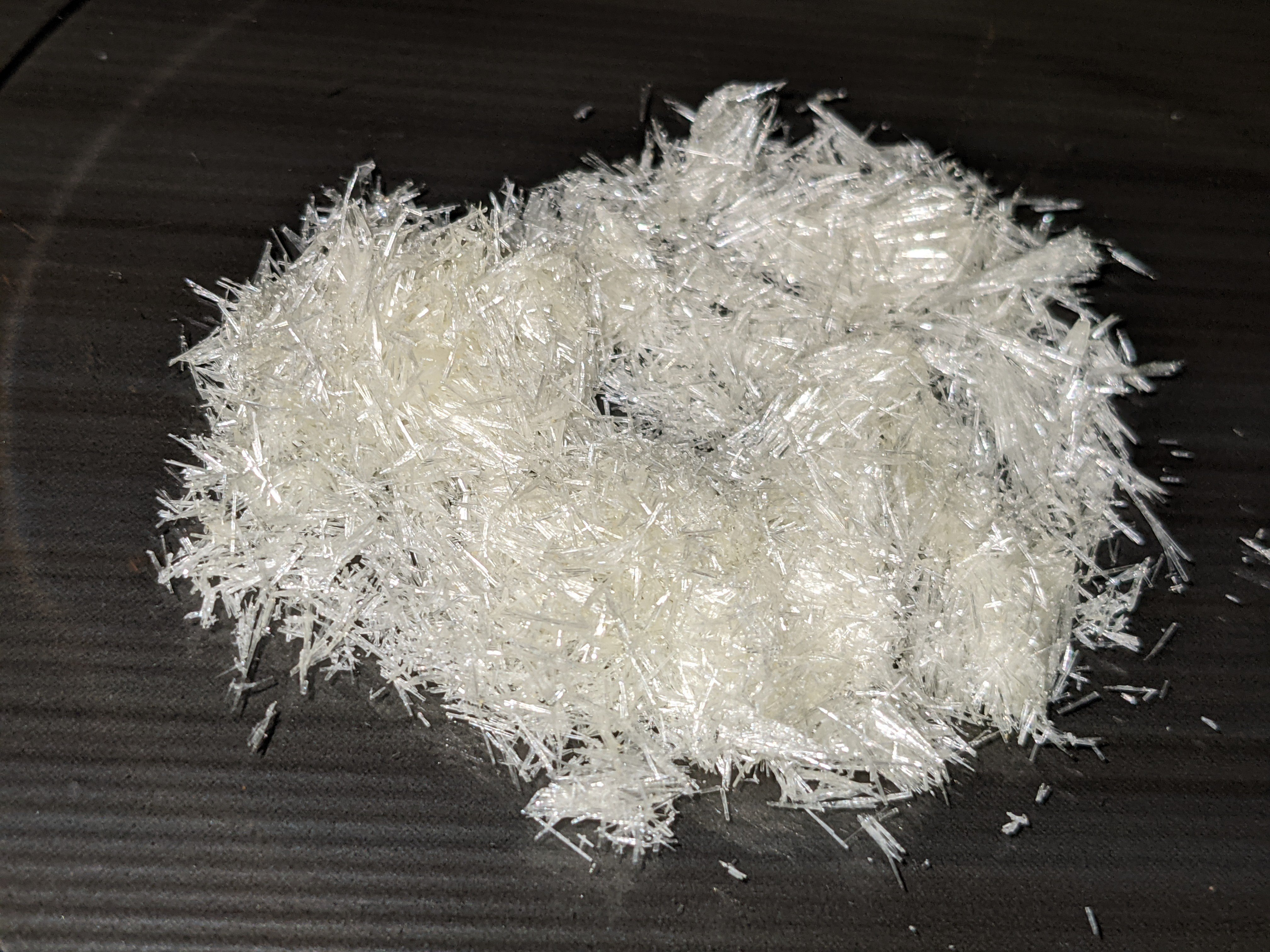
Trifenylbismut

Organické sloučeniny bismutu jsou organokovové sloučeniny obsahující vazby mezi atomy uhlíku a bismutu. Nemají mnoho využití.
Obvyklými oxidačními čísly bismutu jsou III a V, stejně jako u ostatních těžších prvků 15. skupiny. Disociační entalpie vazby prvků s uhlíkem klesají v řadě P > As > Sb > Bi. Prvním popsaným využitím organobismutových sloučenin byla oxidace alkoholů pomocí Ph3Bi(OH)2, popsaná roku 1934.
Vlastnosti methylovaných sloučenin v životním prostředí a organizmech jsou omezené.

## Objev
První známou organobismutovou sloučeninou se stal triethylbismut, připravený v roce 1850 reakcí jodethanu se slitinou bismutu a draslíku. Podobně jako většina trialkylbismutů má BiEt3 silný zápach a na vzduchu se samovolně oxiduje.
Vlastnosti těchto sloučenin se začaly více zkoumat po objevu Grignardových a organolithných činidel.

## Organobismutité sloučeniny

### Vlastnosti a struktura

Methylbismutdichlorid má polymerní strukturu.

Triorganobismutité sloučeniny jsou monomerní a mají pyramidální struktury, stejně jako odpovídající fosforité sloučeniny; halogenidy ovšem bývají hypervalentní. Příkladem může být listovitá struktura methylbismutdichloridu.
Existují i organobismutité heterocykly. Bismol, strukturní analog pyrrolu, nebyl izolován, ale je známa řada jeho derivátů.
Bismabenzen byl laboratorně detekován.

### Příprava
Nejobecnějším i nejčastěji používaným postupem přípravy trialkyl- a triarylbismutitých komplexů jsou reakce bismutitých halogenidů (BiX3) s organolithnými nebo Grignardovými činidly:
BiCl3 + 3RMgX → R3Bi + 3MgXCl
nebo BiCl3 + 3LiR → BiR3 + 3LiCl.
Reakce K3Bi s organohalogenidy byla použita na přípravu prvních triorganobismutitých sloučenin:
K3Bi + 3RX → BiR3 + 3KX.
Tento postup je obtížnější a vyznačuje se nižší výtěžností. V některých případech, jako je příprava (Me3Si)3Bi, jde ovšem o jedinou použitelnou metodu.
Triarylbismutité komplexy jsou obvykle krystalické pevné látky stálé na vzduchu. Substituenty na triarylbismutitých centrech mohou být měněny.

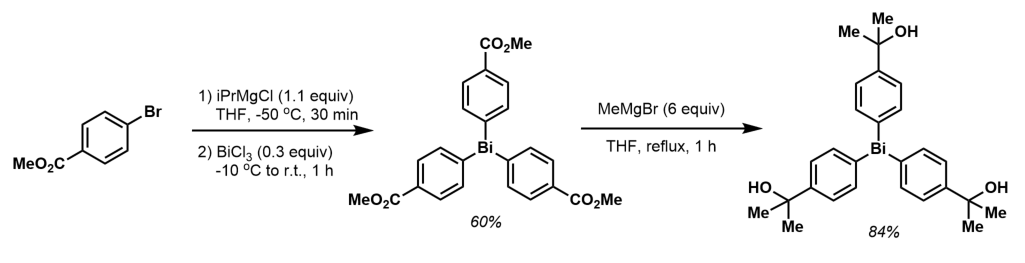

Sloučenin, které mají na atom bismutu navázány organické skupiny více druhů, se nazývají asymetrické organobismutité sloučeniny. Nejsnáze se získávají z organobismutitých halogenidů, RBiX2 a R2BiX.

### Reakce

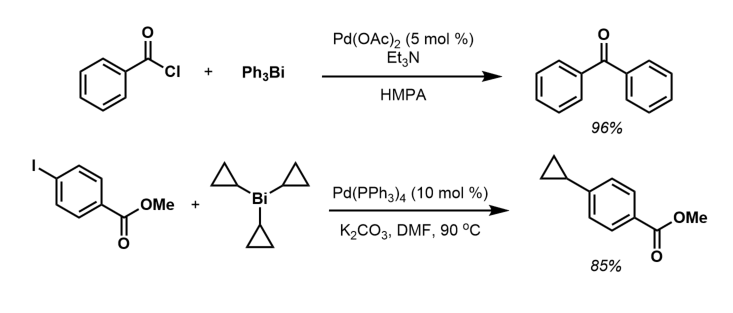
Příklady reakcí organobismutitých sloučenin

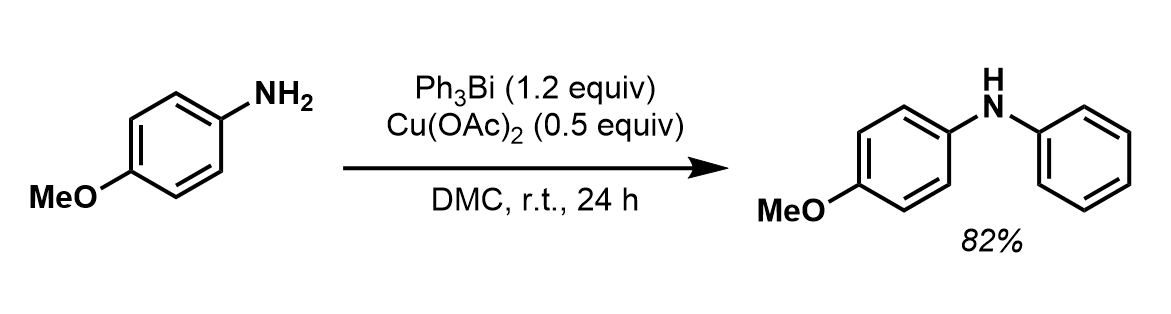

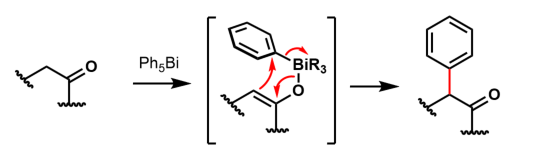

Triarylbismutité sloučeniny nemají výrazné syntetické využití. Za přítomnosti Pd0 reagují s acylchloridy za vztniku fenylketonů.
Tricyklopropylbismutité sloučeniny reagují podobně s arylhalogenidy a trifláty za katalýzy Pd0, přičemž se vytvářejí aryl- a heteroarylcyklopropany.
Trifenylbismut reaguje s bismutitými halogenidy za vzniku smíšených derivátů, například difenylbismutchloridu (Ph2BiCl).
Triarylbismutité sloučeniny lze také zapojit do vytváření vazeb C-N s vhodnými kovovými kokatalyzátory, například aminy mohou být organobismutitými reaktanty N-arylovány za přítomnosti měďnatých solí.

## Organobismutičné sloučeniny

### Struktura
Triarylorganobismutité komplexy lze lehce oxidovat na bismutičné reakcemi s chlorem nebo bromem za vzniku Ar3BiX2 (X = Cl, Br). Reakce s jodem vedou k eliminacím a tvorbě Ar3−xBiIx, reakce s fluorem jsou příliš prudké.
Vlastnosti arylových ligandů mají vliv na to, jestli bude struktura takovéhoto komplexu trigonálně bipyramidální nebo čtvercově rovinná, tyto rozdíly se projevují i na zbarvení komplexů. Organobismutičné sloučeniny popsatelné obecným vzorcem Ar5Bi mají strukturu čtvercově pyramidální. Pentafenylové deriváty jsou výrazně barevné a vyznačují se termochromickými vlastnostmi, což je pravděpodobně způsobeno rovnováhou mezi čtvercově pyramidální a trigonálně bipyramidální strukturou.

### Příprava
Organobismutičné sloučeniny lze vytvořit přímou oxidací organobismutitých sloučenin oxidační adicí halogenů a náhradou vzniklé vazby Bi-X za vazbu Bi-C organolithným či Grignardovým činidlem, například takto:
Me3Bi + SO2Cl2 → Me3BiCl2 + SO2
Me3BiCl2 + 2MeLi → Me5Bi + 2LiCl
Bismutičné sloučeniny snadno tvoří protonacemi oniové ionty, například působením kyseliny p-toluensulfonové:
Ph5Bi + HO3SAr → Ph4Bi+[O3SAr−]
Pentafenylbismut vytváří átový komplex s fenyllithiem:
Ph5Bi + PhLi → Li+[Ph6Bi−]

### Reakce
Bismutičné sloučeniny mají, na rozdíl od svých lehčích analogů, oxidační vlastnosti. Reakcemi Ar3BiX2 s organolithnými činidly se připravují komplexy typu Ar5Bi; prvním z nich byl fialový nestabilní Ph5Bi. Organobismutičná činidla lze použít na řadu různých organických reakcí, jako jsou například oxidace primárních, sekundárních, benzylových a allylových alkoholů. Také mohou štěpit glykolys a za vhodných podmínek fungovat jako přenašeče arylových skupin.
Ph3Bi(OOtBu)2, Ph3BiCO3 a (Ph3BiCl)2O byly zkoumány z hlediska využití v oxidacích oximů, thiolů, fenolů a fosfinů. Ph5Bi, Ph3BiCl2 a další podobné sloučeniny mohou sloužit k arylacím arenů a 1,3-dikarbonylových sloučenin:
Výše uvedená reakce probíhá asynchronním soustředěným mechanismem, kde se z O-vázané organobismutičné sloučeniny uvolňuje aryl. Jako vedlejší produkt vzniká triarylbismutitý komplex.
Regioselektivitu této reakce ovlivňují vlastnosti sousedních Lewisovsky zásaditých skupin. K provedení této arylace je třeba celý ekvivalent bismutičné sloučeniny, čtyři ligandy na bismutu se dalších arylací neúčastní. Katalýza je obtížná, protože dochází k částečné zpětné oxidaci trojmocného bismutu na pětimocný.